# Jean Heurtault de Bricourt
Pour les articles homonymes, voir Heurtault et Bricourt.
Jean Heurtault, sieur de Bricourt (né à Saint-Malo le 4 août 1644 et mort à l'île-à-Vache le 22 août 1705), est un armateur malouin.

## Biographie
Jean Heurtault de Bricourt est le fils de Nicolas Heurtault (1599-1662), sieur de la Villejean, et de sa seconde épouse, Servane Porée (fille du maire Jean Porée de La Touche-Québriac). 
Il devient armateur à Saint-Malo et prend de nombreuses participations dans des sociétés de navire. Durant la guerre de la Ligue d'Augsbourg, il est l'un des principaux armateurs de corsaires du port de Saint-Malo, le troisième en nombre d'armements, avec une douzaine de navires, principalement de grandes frégates (cumulé, il arme pour un tonnage de 5 000 tonneaux). Il arme ainsi le Saint-Nicolas en 1689 (commandé par Antoine Géraldin, alias, Fitzgerald), le François d'Assise (commandé par son neveu Charles Porée de La Touche) ou bien le Saint-Esprit construit à Bayonne en 1693 avec 30 à 38 canons (commandé par son neveu Alain Porée du Breil, puis par son neveu Jean-Baptiste Le Gobien de Saint-Jouan). Ses navires font de nombreuses prises, dont plusieurs vaisseaux hollandais de retour de Cadix et le vaisseau de guerre anglais le Dartmouth (en).
Heurtault apparaît souvent comme armateur "commissionnaire", avec un investissement minoritaire, intervenant comme un spécialiste de l'équipement des navires, du recrutement des équipages et de la liquidation des prises, pour le compte d'un consortium de grands armateurs, dont il est le directeur délégué et qui est animé par l'actionnaire majoritaire Jean Magon de la Lande. 
Il est procureur-syndic de Saint-Malo en 1689 et est anobli par une charge de conseiller secrétaire du roi en la chancellerie de Bretagne. Il épouse Marie-Françoise Landais, fille d'un receveur des fouages de l'évêché de Saint-Brieuc.
Il est pourvu d'une charge de conseiller-secrétaire du roi près la Chancellerie de Bretagne le 23 septembre 1694.
Après le traité de Ryswick, il devient un des directeurs de la « Compagnie de Saint-Domingue » en 1698 et en dirige l'établissement de l'Île-à-Vache, avec l'objectif de développer le négoce avec les colonies espagnoles. Il est accueilli par Beauregard dans le nouvel établissement de Saint-Louis-du-Sud, dans la baie de Cromwell. Dans ses fonctions, il eut des relations difficiles avec Joseph de Bouloc, le gouverneur de la Grenade. La Compagnie entretenait une compagnie d'infanterie pour servir de garnison, qui était sous les ordres du gouverneur. Bricourt supprime cette compagnie « afin que le gouverneur n'eût plus à qui commander et que cela le rendît plus accommodant ». Le Père Labat tenta, en vain, de réconcilier la situation. Par lettres patentes, il exerce dans la concession domingoise l'office de juge civil, criminel et de police, avec la même compétence que les juges royaux de l'île.
Il meurt à l'Île-à-Vache en 1705.

## Hommage
Il laissa son nom au lieu « Bricourt », dans le département Nord-Est à Haïti.